# گابریله بوسیسیو
گابریله بوسیسیو (ایتالیایی: Gabriele Bosisio؛ زادهٔ ۶ اوت ۱۹۸۰) دوچرخه‌سوار اهل ایتالیا است. وی در مسابقات جیرو دیتالیا شرکت کرده است.